# Miscanthicoccus miscanthi
Miscanthicoccus miscanthi är en insektsart som först beskrevs av Takahashi 1928.  Miscanthicoccus miscanthi ingår i släktet Miscanthicoccus och familjen ullsköldlöss. Inga underarter finns listade i Catalogue of Life.